# La Fin du monde (pièce de théâtre)
Pour les articles homonymes, voir La Fin du monde.
La Fin du monde est une pièce de théâtre de Sacha Guitry, une comédie en cinq actes créée au Théâtre Georges Leygues à Villeneuve-sur-Lot puis reprise au Théâtre de la Madeleine en 1935.
En 1966, la pièce est mise en scène par Jean-Pierre Delage au Théâtre de la Madeleine.